# Canton de Vitrolles
Le canton de Vitrolles est une circonscription électorale française située dans le département des Bouches-du-Rhône, dans l'arrondissement d'Istres.
À la suite du redécoupage cantonal de 2014, les limites territoriales du canton sont remaniées. Le nombre de communes du canton passe de 1 à 4.

## Histoire
Le canton de Vitrolles a été créé en 1991.
Un nouveau découpage territorial des Bouches-du-Rhône entre en vigueur à l'occasion des élections départementales de mars 2015, défini par le décret du 27 février 2014, en application des lois du 17 mai 2013 (loi organique 2013-402 et loi 2013-403). Les conseillers départementaux sont, à compter de ces élections, élus au scrutin majoritaire binominal mixte. Les électeurs de chaque canton élisent au Conseil départemental, nouvelle appellation du Conseil général, deux membres de sexe différent, qui se présentent en binôme de candidats. Les conseillers départementaux sont élus pour 6 ans au scrutin binominal majoritaire à deux tours, l'accès au second tour nécessitant 12,5 % des inscrits au 1er tour. En outre la totalité des conseillers départementaux est renouvelée. Ce nouveau mode de scrutin nécessite un redécoupage des cantons dont le nombre est divisé par deux avec arrondi à l'unité impaire supérieure si ce nombre n'est pas entier impair, assorti de conditions de seuils minimaux. Dans les Bouches-du-Rhône, le nombre de cantons passe ainsi de 57 à 29. Le nombre de communes du canton de Vitrolles passe de 1 à 4.
Le nouveau canton de Vitrolles est formé de communes des anciens cantons de Gardanne (1 commune), des Pennes-Mirabeau (1 commune), de Marignane (1 commune) et de Vitrolles (1 commune). Avec ce redécoupage administratif, le territoire du canton s'affranchit des limites d'arrondissements, avec 2 communes incluses dans l'arrondissement d'Aix-en-Provence et deux dans l'arrondissement d'Istres. Le bureau centralisateur est situé à Vitrolles.

## Géographie
Ce canton est organisé autour de Vitrolles. Son altitude varie de 0 m (Vitrolles) à 330 m (Bouc-Bel-Air) pour une altitude moyenne de m.
| Nom de la commune | Alt. mini (m) | Alt. maxi (m) |
| ----------------- | ------------- | ------------- |
| Bouc-Bel-Air      | 153           | 330           |
| Cabriès           | 124           | 261           |
| Saint-Victoret    | 15            | 120           |
| Vitrolles         | 0             | 255           |

## Représentation

### Représentation avant 2015
| Période | Période      | Identité             | Étiquette   | Qualité                                                    |
| ------- | ------------ | -------------------- | ----------- | ---------------------------------------------------------- |
| 1985    | 1992         | Raymond Lecler       | RPR         | Conseiller régional, Premier adjoint au maire de Marignane |
| 1992    | 1998         | Jean-Jacques Anglade | PS puis DVG | Avocat Maire de Vitrolles (1983-1997)                      |
| 1998    | 2004         | Dominique Tichadou   | PS          | Gériatre à Marseille                                       |
| 2004    | 2009 (décès) | Guy Obino            | PS          | Médecin Maire de Vitrolles (2002-2009)                     |
| 2009    | 2015         | Loïc Gachon          | PS          | Ingénieur territorial Maire de Vitrolles depuis 2009       |

### Représentation après 2015
| Période élective | Période élective | Mandat | Mandat   | Identité        | Nuance | Nuance | Qualité |
| ---------------- | ---------------- | ------ | -------- | --------------- | ------ | ------ | --- |
| 2015             | 2021             | 2015   | 2021     | Sandra Dalbin   |        | LR     | 14ème Vice-Présidente du Conseil départemental (jusqu'en 2020) Conseillère d'arrondissement à Marseille                             |
| 2015             | 2021             | 2015   | 2021     | Richard Mallié  |        | LR     | Docteur en chirurgie dentaire Maire de Bouc-Bel-Air (1989-2002), (2014-) Conseiller départemental délégué Ancien député (2002-2012) |
| 2021             | 2028             | 2021   | en cours | Richard Mallié  |        | LR     | Conseiller sortant |
| 2021             | 2028             | 2021   | en cours | Amapola Ventron |        | ECO    | Chef d'entreprise Maire GE de Cabriès                                                                                               |

### Résultats détaillés

#### Élections de mars 2015
À l'issue du 1er tour des élections départementales de 2015, deux binômes sont en ballottage : Danielle Raffenne et Philippe Sanchez (FN, 36,51 %) et Sandra Dalbin et Richard Mallié (Union de la Droite, 30,70 %). Le taux de participation est de 46,51 % (22 541 votants sur 48 466 inscrits) contre 48,55 % au niveau départemental et 50,17 % au niveau national.
Au second tour, Sandra Dalbin et Richard Mallié (Union de la Droite) sont élus avec 58,95 % des suffrages exprimés et un taux de participation de 49,22 % (12 951 voix pour 23 860 votants et 48 476 inscrits).

#### Élections de juin 2021
Le premier tour des élections départementales de 2021 est marqué par un très faible taux de participation (33,26 % au niveau national). Dans le canton de Vitrolles, ce taux de participation est de 33,2 % (16 477 votants sur 49 625 inscrits) contre 32,44 % au niveau départemental. À l'issue de ce premier tour, deux binômes sont en ballottage : Richard Mallié et Amapola Ventron (Union au centre et à droite, 35,44 %) et Laurence Lamarque et Philippe Sanchez (RN, 31,41 %).
Le second tour des élections est marqué une nouvelle fois par une abstention massive équivalente au premier tour. Les taux de participation sont de 34,3 % au niveau national, 35,52 % dans le département et 35,67 % dans le canton de Vitrolles. Richard Mallié et Amapola Ventron (Union au centre et à droite) sont élus avec 63,64 % des suffrages exprimés (10 692 voix pour 17 708 votants et 49 642 inscrits),,. 

## Composition

### Composition avant 2015

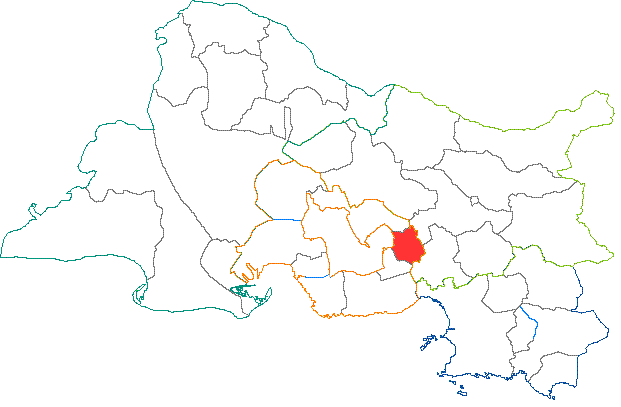
Situation du canton de Vitrolles dans le département des Bouches-du-Rhône avant 2015.

Le canton de Vitrolles comprenait uniquement la commune de Vitrolles.
| Nom                   | Code Insee | Codepostal | Superficie (km2) | Population (dernière pop. légale) | Densité (hab./km2) |
| --------------------- | ---------- | ---------- | ---------------- | --------------------------------- | ------------------ |
| Vitrolles (chef-lieu) | 13117      | 13127      | 36,58            | 35 021 (2010)                     | 957                |

### Composition depuis 2015
Le nouveau canton de Vitrolles comprend quatre communes entières.
| Nom                               | Code Insee | Intercommunalité                   | Superficie (km2) | Population (dernière pop. légale) | Densité (hab./km2) | Modifier                                    |
| --------------------------------- | ---------- | ---------------------------------- | ---------------- | --------------------------------- | ------------------ | ------------------------------------------- |
| Vitrolles (bureau centralisateur) | 13117      | Métropole d'Aix-Marseille-Provence | 36,58            | 36 612 (2022)                     | 1 001              | modifier les données · modifier les données |
| Bouc-Bel-Air                      | 13015      | Métropole d'Aix-Marseille-Provence | 21,75            | 15 367 (2022)                     | 707                | modifier les données · modifier les données |
| Cabriès                           | 13019      | Métropole d'Aix-Marseille-Provence | 36,55            | 10 143 (2022)                     | 278                | modifier les données · modifier les données |
| Saint-Victoret                    | 13102      | Métropole d'Aix-Marseille-Provence | 4,73             | 6 689 (2022)                      | 1 414              | modifier les données · modifier les données |
| Canton de Vitrolles               | 1329       |                                    | 99,61            | 68 811 (2022)                     | 691                | modifier les données                        |

## Démographie

### Démographie avant 2015
| 1999   | 2006   | 2011   | 2012   |
| ------ | ------ | ------ | ------ |
| 36 784 | 37 190 | 34 827 | 34 843 |

### Démographie depuis 2015
En 2022, le canton comptait 68 811 habitants, en évolution de +6,43 % par rapport à 2016 (Bouches-du-Rhône : +2,48 %, France hors Mayotte : +2,11 %).
| 2013   | 2018   | 2022   |
| ------ | ------ | ------ |
| 64 274 | 64 352 | 68 811 |